# Corymborkis
Corymborkis is een geslacht van zes soorten tropische orchideeën uit de onderfamilie Epidendroideae.
Corymborkis-soorten worden gekenmerkt door de samengestelde bloemtrossen met welriekende kleine witte of groenwitte bloemen. Het geslacht heeft een pantropische verspreiding.

## Naamgeving
- Synoniemen: Corymborchis Thouars, Hysteria Reinw., Macrostylis Breda, Rhynchandra Rchb. f., Rynchanthera Blume, Tomotris Raf.

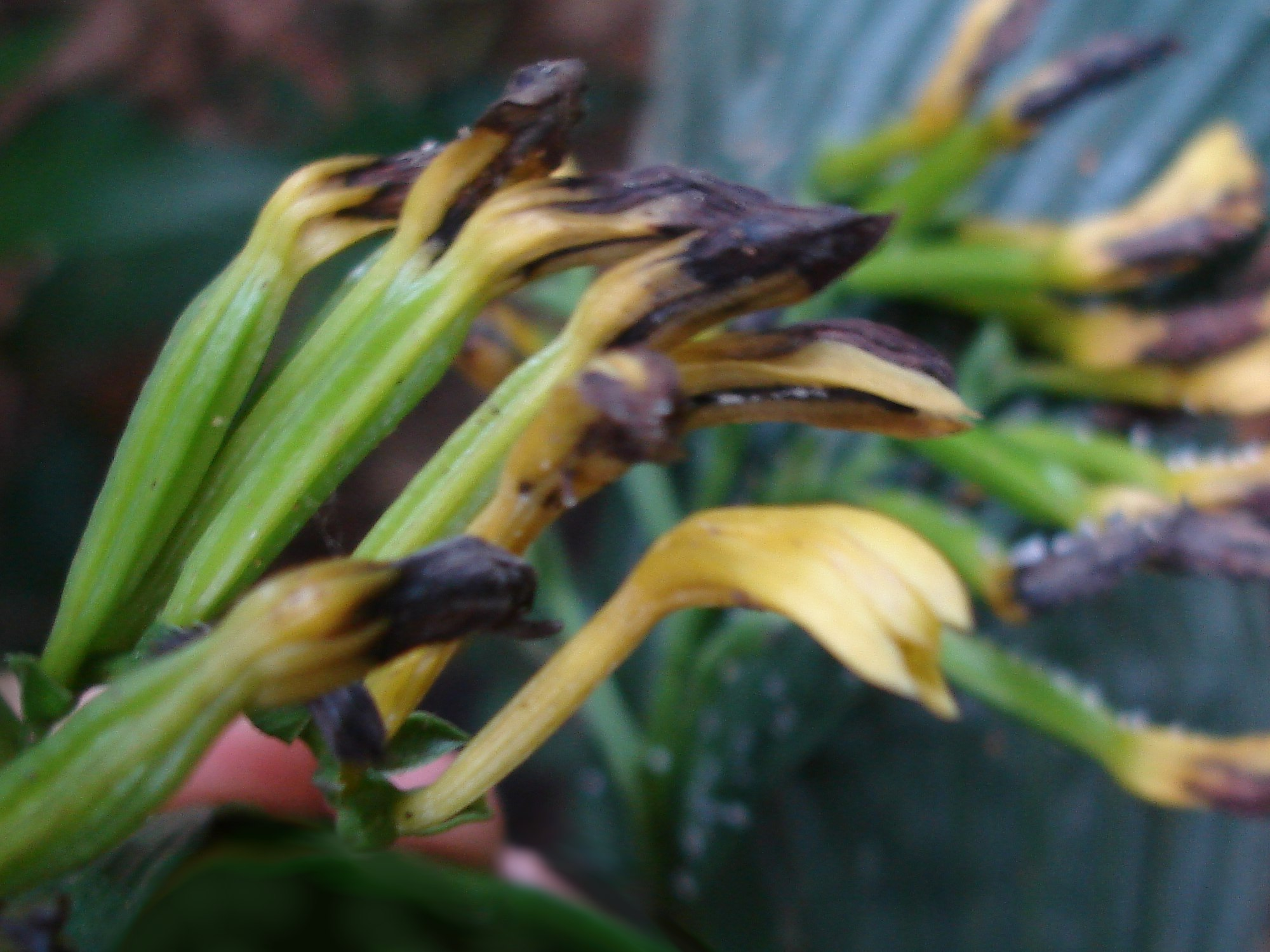
Corymborkis flava, detail bloem

## Kenmerken
Corymborkis-soorten zijn altijdgroene terrestrische orchideeën. Ze bezitten een lange, slanke en onvertakte rietachtige bloemstengel, met aan de bovenste helft afwisselend ingeplante, ongesteelde, dunne, geplooide ovale bladeren.
De kleine, witte of groenwitte, welriekende bloemen staan langs de stengel in weinig- tot veelbloemige, samengestelde trossen. Kelkbladen en kroonbladen zijn gelijkvormig, lijnvormig en aan de basis gefusioneerd. De bloemlip is eveneens lijnvormig, maar met een ingesnoerde, ovale top. Het gynostemium is even lang als de lip, slank en recht. De enige helmknop staat rechtop, is eveneens lang en spits. Er zijn twee zachte, wasachtige pollinia verbonden met een schildvormig viscidium door een fijn caudiculum. De stempel is diep tweelobbig en bezit een rostellum.

## Habitaten verspreiding
Corymborkis-soorten zijn terrestrische planten uit subtropische- en tropische bossen met een pantropische verspreiding. Er zijn soorten bekend van Zuid-Afrika, Zambia, Madagaskar, Zuidoost-Azië, Australië, Nieuw-Guinea, Midden- en Zuid-Amerika.

## Taxonomie
Corymborkis wordt samen met het zustergeslacht Tropidia tot de tribus Tropidieae gerekend.
Het geslacht omvat naargelang de opvatting van de auteur zes tot achttien soorten. De typesoort is Corymborkis corymbis Thouars (1822).
- Corymborkis corymbis Thouars (1822)
- Corymborkis flava (Sw.) Kuntze (1891).
- Corymborkis forcipigera (Rchb.f.) L.O.Williams (1946)
- Corymborkis galipanensis (Rchb.f.) Foldats (1959)
- Corymborkis minima P.J.Cribb (1996)
- Corymborkis veratrifolia (Reinw.) Blume (1859)